# 南部桃伽
南部 桃伽（なんぶ ももか、1999年3月2日  - ）は、日本のモデル、インフルエンサー、プロデューサー。福岡県出身。TWIN PLANET所属。

## 略歴
18歳の頃、Instagramを本格に活動を始め、それが切っ掛けとなりモデルとしてデビュー。活動開始からTikTokでは世界中から絶大な支持を集め、2018年のC CHANNEL総選挙で最強動画1位を受賞。
2019年、開催の学生イベント「CAMPUS COLLECTION 2019 TAIWAN」に出演。
2020年、元AKB48の長久玲奈と『いたずらぐまのグル～ミ～』20周年コラボ企画「＃Lets_Gloomy」のアンバサダーとして就任。

## 人物
- 趣味は海外の情報収集、写真撮影[2]。特技は海外メイク、動画制作[2]。
- 憧れの人は リリー・メイマックで好きなタイプはフェリックス・マラード [2]。